# Rouges étaient les lilas
Pour plus de détails, voir Fiche technique et Distribution.
Rouges étaient les lilas est un film français de Jean-Pierre Mocky sorti en 2016.

## Synopsis
Une jeune femme vient de perdre son compagnon, décédé d'une crise cardiaque. Dans le même temps, sa voisine du dessus se livre à un tapage nocturne qui lui rend la vie impossible. S'ensuit dans l'immeuble une série de faits étranges qui piquent la curiosité d'une autre locataire, policière retraitée d'Interpol...

## Fiche technique
- Réalisation : Jean-Pierre Mocky
- Scénario : Jean-Pierre Mocky et Frédéric Dieudonné
- Dialogues : Frédéric Dieudonné
- Musique : Vladimir Cosma
- Chef Opérateur : Jean-Paul Sergent
- Assistant metteur en scène : Antoine Delélis
- Production : Jean-Pierre Mocky
- Société de production : Mocky Delicious products
- Langue : français
- Genre : policier
- Date de sortie : 14 octobre 2016 (Festival Polar de Cognac)[1]
- Affiche : Léo Kouper (France)

## Distribution
- Delphine Chanéac : Charlotte Lenoir
- Alice Dufour : Liane Solo
- Marianne Basler : Violaine Gallois
- Grace de Capitani : La concierge
- Raphaël Scheer : Tom
- Dominique Lavanant : Dr Fabienne Momont
- Laurent Biras : Damien
- Philippe Vieux : Le gérant du club de tir
- Emmanuel Nakach : Flic 1
- Lionel Laget : Flic 2
- Christian Chauvaud

## Tournage
- Le tournage se déroule en mai 2016 en Île-de-France, principalement à Neuilly-sur-Marne[2].